# Košický kraj
Košický kraj, s krajským městem v Košicích, je jeden z osmi krajů Slovenska. V roce 2021 zde žilo 782 216 obyvatel.

## Charakter kraje
Košický kraj vznikl rozdělením Východoslovenského kraje mezi Košický a Prešovský kraj. V jeho jižní části se nachází nížina, zasahuje sem historický region Tokaj a Zemplín; pěstuje se tu víno. Nejvýznamnějšími řekami jsou tu Hornád, Bodrog a Ondava. Významnými pohořími jsou pak Vihorlat a Slovenské rudohoří v jeho západní části. Košický kraj patří spíše k těm chudším krajům; v maďarském příhraničí existuje maďarská menšina a žije zde také velký počet Romů.

## Okresy
- Okres Gelnica
- Okres Košice I
- Okres Košice II
- Okres Košice III
- Okres Košice IV
- Okres Košice-okolí (Košice-okolie)
- Okres Michalovce
- Okres Rožňava
- Okres Sobrance
- Okres Spišská Nová Ves
- Okres Trebišov